# Sascha Goc
Sascha Goc (* 14. April 1979 in Calw, Baden-Württemberg) ist ein deutscher Eishockeyspieler, der zuletzt für die Schwenninger Wild Wings aus der Deutschen Eishockey Liga spielte. Während seiner Karriere war er unter anderem für die New Jersey Devils und die Tampa Bay Lightning aus der amerikanischen National Hockey League aktiv. Er stand mehrmals im Kader der deutschen Nationalmannschaft, mit der er an vier Weltmeisterschaften sowie an den Olympischen Winterspielen 2006 in Turin teilnahm. Sascha Goc ist der ältere Bruder von Marcel Goc sowie von Nikolai Goc.

## Karriere
Sascha Goc begann seine Eishockeykarriere bei der ESG Esslingen, von wo aus er 1994 zum Nachwuchs nach Schwenningen wechselte. Mit 16 Jahren absolvierte der Rechtsschütze bereits sein erstes Spiel bei den Schwenninger Wild Wings in der DEL. Während der Saison 1996/97 gehörte der gelernte Verteidiger dem Stammkader an und wurde 41 Mal eingesetzt, wobei er vier Scorerpunkte erzielen konnte. Auf Grund der guten Leistungen wurden neben den Verantwortlichen einiger DEL-Klubs auch die Talent-Scouts aus der National Hockey League auf Goc aufmerksam, sodass dieser im NHL Entry Draft 1997 von den New Jersey Devils in der sechsten Runde an 159. Position ausgewählt wurde. Der Abwehrspieler blieb noch eine Spielzeit beim SERC, ehe er im Sommer 1998 in die USA wechselte. Die letzte Saison bei den Wild Wings verlief positiv für ihn. In 48 Partien erzielte Goc zehn Punkte, jedoch schied er mit seiner Mannschaft bereits in der zweiten Runde der Play-off-Qualifikation mit 1:2 Niederlagen gegen die Krefeld Pinguine aus.
Sein erstes Jahr in Nordamerika verbrachte der Rechtsschütze hauptsächlich in der American Hockey League bei den Albany River Rats, dem damaligen Farmteam der New Jersey Devils. Bei den Rats zeigte Goc kontinuierlich gute Leistungen. Nachdem er in den folgenden Jahren seine Punkteausbeute steigern konnte und schließlich zu den punktbesten Verteidigern im Team zählte, bekam er die Chance, sich bei den New Jersey Devils zu beweisen. Goc absolvierte jedoch lediglich 13 NHL-Partien, in denen er keinen Punkt erzielte, sodass ihn das Management der Devils zu Beginn der Spielzeit 2001/02 zu den Tampa Bay Lightning transferierte. Dort kam der Defensivspieler ebenfalls überwiegend im damaligen Farmteam, den Springfield Falcons, zum Einsatz und erzielte in 32 Einsätzen zwölf Scorerpunkte.
Sascha Goc machte sich schließlich kaum noch Hoffnungen auf ein erneutes, dauerhaftes Engagement in der NHL und nahm ein Vertragsangebot der Adler Mannheim aus der DEL an, wo er schließlich seine sportlich erfolgreichste Zeit erlebte. Im Jahr 2003 gewann der Verteidiger durch einen 5:4 Endspielsieg gegen die Kölner Haie den neu eingeführten Deutschen Eishockey-Pokal. Goc war in dieser Zeit ein wichtiger Bestandteil der Mannheimer Hintermannschaft, entschied sich jedoch zum Ende der Saison 2004/05 für einen Wechsel innerhalb der Liga und schloss sich zur neuen Spielzeit den Hannover Scorpions an. 
Mit den Niedersachsen erreichte Sascha Goc gleich in seinem ersten Jahr das Play-off-Halbfinale, nachdem der Klub im Viertelfinale mit 4:3 Spielen gegen den ERC Ingolstadt erfolgreich war, aber schließlich gegen die Eisbären Berlin mit 0:3 Niederlagen verlor. In 60 Spielen für die Skorpione konnte der Verteidiger 36 Punkte erzielen, was seine bis dato beste Bilanz in der höchsten deutschen Spielklasse darstellte. Im Jahr 2007 wurde der Rechtsschütze von den Fans zum DEL All-Star Game in Dresden einberufen. Seit der Saison 2008/09 hält Sascha Goc mit 24 Tore in der Hauptrunde und vier Toren in den Play-offs den DEL-Rekord für die meisten von einem Verteidiger geschossenen Tore in einer Spielzeit. Insgesamt erzielte er in dieser Saison 40 Punkte in der Hauptrunde und weitere 14 Punkte in den Play-offs. In der folgenden Spielzeit konnte Sascha Goc erneut 17 Tore und 41 Punkte in der Hauptrunde verbuchen. Damit erzielte er wiederum die meisten Tore und diesmal auch die meisten Punkte eines Verteidigers in der regulären Saison. Mit dieser Punkteausbeute leistete der Defensivspieler einen großen Beitrag zum Gewinn der Meisterschaft durch die Hannover Scorpions. In der Saison 2010/11 könnte Sascha Goc an seine Leistungen der vergangenen Spielzeit anknüpfen und erzielte mit 23 Toren und 51 Punkte wiederum die meisten Tore und Punkte eines Verteidigers in der Hauptrunde. Damit erzielte er das beste Ergebnis seiner Karriere in der DEL. Aufgrund seiner spielerischen Leistungen und seines persönlichen Engagements ist er seit der Saison 2011/12 Kapitän der Hannover Scorpions. Am 25. November 2012 schoss Sascha Goc sein 150. DEL-Tor, welches auch gleichzeitig noch das Siegtor im Spiel gegen die Augsburger Panther war. Der Verteidiger besaß in Hannover einen Vertrag bis 2013.
Zwischen 2013 und 2017 spielte Goc wieder für die Wild Wings in der DEL und war Mannschaftskapitän des Teams.

### International
Neben seiner erfolgreichen Laufbahn auf Vereinsebene, stand Sascha Goc mehrmals im Kader der deutschen Nationalmannschaft. Nachdem er sämtliche Juniorennationalmannschaften durchlief, nahm der Verteidiger 1998 erstmals an einer Weltmeisterschaft der Senioren teil, stieg dort jedoch mit dem Team Deutschland in die B-WM ab. Durch seine verschiedenen Karrierestationen in Nordamerika war Goc in den folgenden Jahren oft verhindert und gehörte erst zur Weltmeisterschaft 2003 wieder dem deutschen Kader an. In Finnland erreichte er mit seinem Team das Viertelfinale, wo man mit 2:3 nach Verlängerung an Kanada scheiterte. 
Es folgten zwei weitere Teilnahmen an Weltmeisterschaften in den Jahren 2004 und 2006, bis der Abwehrspieler seine internationale Karriere mit der Teilnahme an den Olympischen Winterspielen in Turin krönte. Im Sommer 2008 beendete Goc seine Karriere in der Nationalmannschaft als Protest gegen die öffentliche Verwarnung durch die Nationale Anti-Doping-Agentur wegen eines Verstoßes gegen die Meldeauflagen.

## Karrierestatistik
(Legende zur Spielerstatistik: Sp oder GP = absolvierte Spiele; T oder G = erzielte Tore; V oder A = erzielte Assists; Pkt oder Pts = erzielte Scorerpunkte; SM oder PIM = erhaltene Strafminuten; +/− = Plus/Minus-Bilanz; PP = erzielte Überzahltore; SH = erzielte Unterzahltore; GW = erzielte Siegtore; 1 Play-downs/Relegation; Kursiv: Statistik nicht vollständig)

## Erfolge und Auszeichnungen
| - 2003 Pokalsieg mit den Adler Mannheim - 2006 Auszeichnung zum besten Verteidiger der B-WM 2006 - 2006 Topscorer der B-WM 2006 - 2007 Teilnahme am DEL All-Star Game | - 2007 Auszeichnung zum besten Verteidiger der Saison 2006/07 durch die Fachzeitschrift Eishockey News - 2009 Auszeichnung zum besten Verteidiger der Saison 2008/09 durch die Fachzeitschrift Eishockey News - 2010 Deutscher Meister mit den Hannover Scorpions |